# Sinaj (biblická hora)

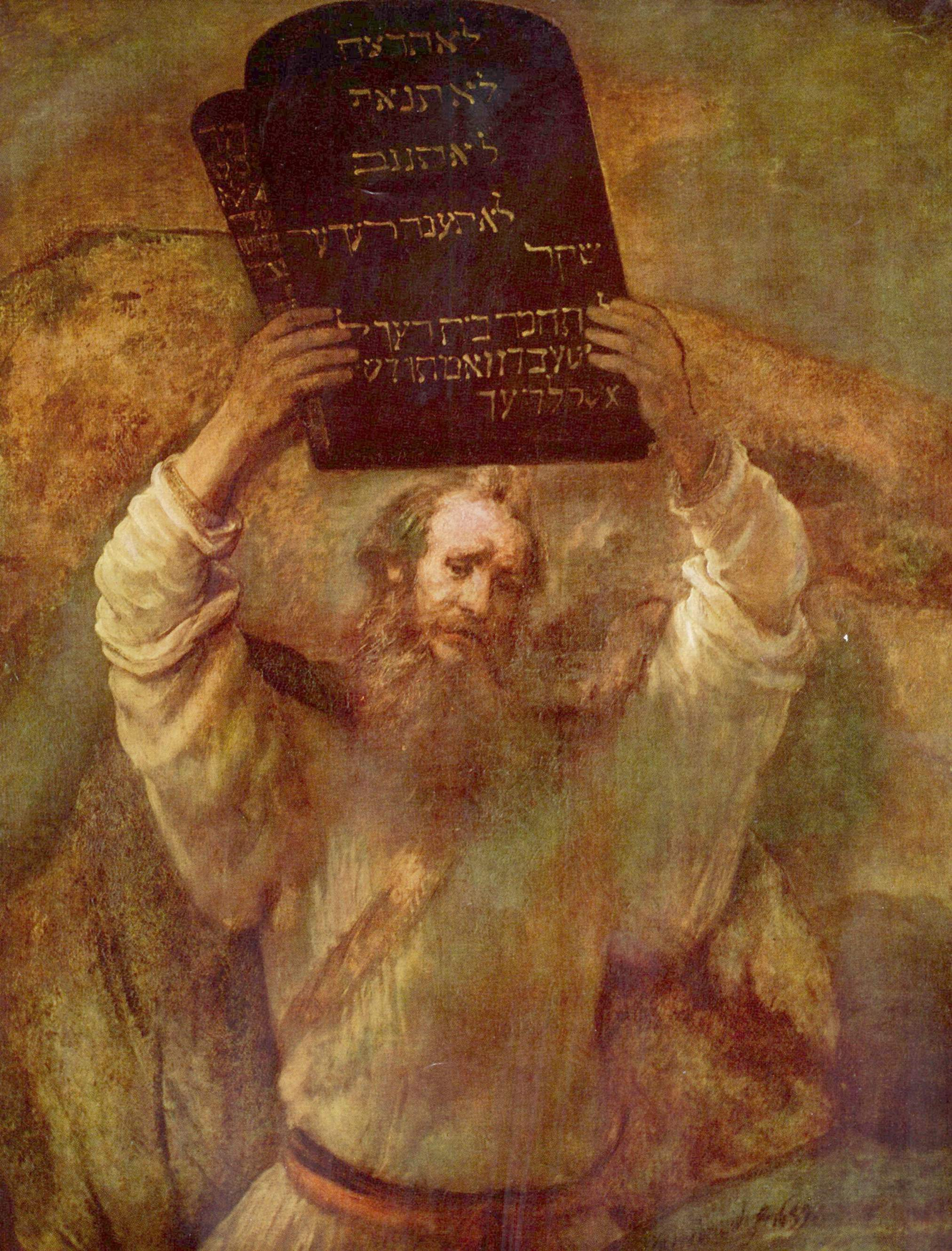
Mojžíš s Desaterem – Rembrandt van Rijn (1659)

Název hora Sinaj se vztahuje k místu, kde podle Bible (Exodus 19–20) dal Hospodin Desatero přikázání Mojžíšovi. Jiné biblické pasáže místo nazývají horou Oreb. Nejčastěji je ztotožňována se stejnojmennou horou na Sinajském poloostrově, existuje však řada dalších teorií, kde se hora Sinaj nachází.

## Původ názvu Sínaj
Někteří odvozují název hory Sinaj (hebrejsky סִינַי‎) od jména měsíčního boha Sína a navrhují název překládat jako „Měsícov“ či „Měsíční hora“, jiní odvozují název od hebrejských výrazů, a to buď od slova sene (סְנֶה), jež se překládá jako „keř“ – v tom případě navrhují název překládat jako „Keřová hora“, nebo od výslovnostně podobného slova sin'a (שִׂנְאָה), jež může mít tyto významy: „nenávist, nepřátelství, zášť“. Judaismus totiž učí, že jakmile židovský národ obdržel Desatero na hoře Sinaj, tak byl nenáviděn zbytkem světa kvůli tomu, že byli jediní, kteří obdrželi Boží slovo.

## Název Oreb
Oreb či Choreb (hebrejsky חֹרֵב, Choreb, pustý, vyprahlý, suchý, ve Vulgátě Horeb) je název hory zpravidla považovaný za jiný název pro horu Sinaj. V midraši Pirkej de-rabi Eliʻezer je uvedeno, že „ode dne, kdy byly stvořeny nebesa a země, se ta hora jmenovala Choréb, ale od chvíle, kdy se Svatý, budiž požehnán, zjevil Mojžíšovi z keře (sene), se podle toho keře jmenuje Sinaj, což je vlastně Choréb.“
V bibli je název Oreb zmiňován na více místech, v knihách Exodus, Deuteronomium a První královská:
- Ex 3, 1 (Kral, ČEP) – Mojžíš a hořící keř
- Ex 17, 6 (Kral, ČEP) – Mojžíš udeří do skály a vytryskne z ní pramen
- Ex 33, 6 (Kral, ČEP) – místo, kde se Izraelci zbavili ozdob
- Dt 1, 2 (Kral, ČEP), Dt 1, 6 (Kral, ČEP), Dt 1, 19 (Kral, ČEP) – zmiňována při putování pouští
- Dt 4, 10 (Kral, ČEP), Dt 5, 2 (Kral, ČEP), Dt 9, 8 (Kral, ČEP), Dt 18, 16 (Kral, ČEP), Dt 28, 69 (Kral, ČEP) – Mojžíš přijímá desatero
- 1Král 19, 8 (Kral, ČEP) – setkání Elijáše s Hospodinem

V odkazu na některé z těchto událostí je dále Oreb zmiňován v Žalmu 106 a u proroka Malachiáše.

## Biblická historie
Židé tuto oblast dosáhli tři měsíce po Exodu a zůstali zde utábořeni zhruba rok. Posledních 22 kapitol Exodu, společně s celým Leviticem a Numeri 1–11, obsahuje záznam všech jednání, jež se stala, když byli na Sinaji. Z Refídimu (Exodus 17:8-13) Israelité putovali do „pouště Sinajské“ a utábořili se „před horou.“
„Tu přitáhl Amálek, aby v Refídimu bojoval s Izraelem. Mojžíš rozkázal Jozuovi: „Vyber nám muže a vyjdi do boje proti Amálekovi. Já se zítra postavím na vrchol pahorku s Hospodinovou holí v ruce.“ Jozue učinil, jak mu Mojžíš rozkázal a dal se s Amálekem do boje. Mojžíš, Áron a Chúr vystoupili na vrchol pahorku. Dokud Mojžíš držel ruku nahoře, vítězil Izrael, když ruku spustil, vítězil Amálek. Když Mojžíšovi umdlévaly ruce, vzali kámen a podložili jej pod Mojžíše, aby se na něj posadil. Áron a Chúr, každý z jedné strany, mu podpírali ruce, takže vytrval s rukama nahoře až do západu slunce. I porazil Jozue Amáleka a jeho lid ostřím meče.“ Exodus 17:8–13

## Poloha

### Ve starověkých textech
Židovští učenci po dlouhou dobu tvrdili, že přesná poloha hory Sinaj je neznámá. V minulosti však poloha hory očividně známá byla, jak vyplývá z tohoto popisu:
| „                                               | Po tom co se dostal na horu Sinaj, hnal své stádo tamtím směrem, aby je napásl. Je to jedna z největších hor a nejlepší pro pastvu, rostlinstvo je tam vynikající; dosud tam nevstoupila lidská noha, díky mínění mužů, které tu Bůh nechal žít; pastýři se neodvažují vystoupit nahoru. | “ |
| — Josef Flavius, Židovské starožitnosti, II:12. | |   |

Poloha byla také známa za časů krále Achaba, jak je popsáno v příběhu Eliášovy cesty:
| „                                      | Vstal, pojedl, napil se a šel v síle onoho pokrmu čtyřicet dní a čtyřicet nocí až k Boží hoře Chorébu. | “ |
| — 1. kniha královská, kralický překlad | |   |

Poloha hory byla evidentně zapomenuta v pozdějších dobách. Různí badatelé navrhují ztotožnit biblickou horu Sinaj s různými skutečnými horami, jejichž seznam následuje:

### Sínaj (Gebel Mūsa)
Též Jabal Mūsá, Džabal Músa aj., v překladu z arabštiny Mojžíšova hora. Místní cestovní kanceláře a náboženské skupiny ji prezentují tak, jak biblickou horu Sinaj popisuje židovská bible. Toto tvrzení se datuje od časů Heleny Konstantinopolské. Dva mniši tvrdili, že kolem roku 300 našli hořící keř Mojžíšův, který se dnes nachází v areálu Kláštera svaté Kateřiny při úpatí Mojžíšovy hory.

### Další hory v Egyptě

#### Hashem el-Tarif
James Cameron byl producentem History Channel special – pořadu Exodus odhalen, jenž předpokládá tuto polohu. Místo se v současnosti nachází ve vojenské oblasti a je nejlepším kandidátem pro biblickou horu Sinaj. Nejenže vše koresponduje s geografickými podklady, ale také má tři důležité rysy popsané v Exodu:
1. trhlinu, z níž je vidět na přírodní amfiteátr,
2. důkaz starodávného pramenu (nyní vyschlý),
3. plošinu, která je dost velká aby pobrala několik set tisíc lidí a obsahovala dostatek listí, aby uživila velká stáda.

Je-li Hashem el Tarif „Boží horou“, mohou se na plošině nacházet artefakty z obrovského izraelského tábořiště. Pro archeologické vykopávky je však třeba povolení vydané egyptskou vládou, která pečlivě střeží a často zakazuje přístup do všech oblastí, jež mohou být spojeny s biblickou historií.[zdroj?]

#### Sin Bishar
Gebel Sinn Bishr (622 m). Je umístěn na středozápadu Sinaje. Tato hora byla navržena jako biblická hora Sinaj biblickým zeměpiscem Menashem Har-Elem z Tel-Avivské univerzity v jeho knize „Sinajské cesty: Cesta Exodu“.[zdroj?]

#### Helal
Gebel Halâl (892 m). Hora na severu Sinaje.[zdroj?]

#### Serbal
Hora na jihu Sinaje.[zdroj?]

#### Gíza
Ralph Ellis ve své knize Bouře a Exodus a Solomon, Jestřáb z Šeby, prohlašuje, že velké pyramidy v Gíze jsou skutečná hora Sinaj a že starověcí Izraelité v jejich vyhýbání se všemu egyptskému ji přeměnili.[zdroj?]

### Har Karkom (Izrael)
Za biblickou horu Sinaj je považována také Jabal Ideid, hora, která se nachází na severozápadě pouště Negev v Izraeli, na severu Sinajského poloostrova. Tuto favorizoval Emmanuel Anati.

### Jabal el Lawz (Saúdská Arábie)
Též Jebel el Loz, Džabal al-Lúz (2578 m) v Saúdské Arábii. Howard Blum si ve své knize Zlato Exodu vybral Jabal el Lawz. Také Ron Wyatt a další stanovili Jabal el Lawz jako horu Sinaj. Tato lokalizace hory Sinaj splňuje tento biblický popis hory a okolí:
- je nejvyšší horou v oblasti
- rozsedlina, přímo vidět na vrchol hory z rozsáhlé roviny v okolí. Toto umožňuje pobyt předpokládaného množství lidí (cca 2 mil.)
- nachází se tu oltář na západním úpatí hory (Ex.17:15), možné místo Rafidim
- vyskytuje se tu puklá skála s výraznou vodní erozí (Ex.17:6)
- vyskytují se tu ohromné bloky na úbočí hory
- výskyt jeskyně (prorok Eliáš)
- výskyt velkého oltáře, na kterém jsou vyryty kresby egyptských posvátných býčků (Ex.32.kap.)
- patrné stopy po pobytu množství lidí: kamenné kruhy, zbytky vztyčených sloupů (Ex.24:4), rytiny a kresby, rozbité nádoby, sošky
- oblast se nachází v zemi madiánské, velmi blízko místa, kde velmi pravděpodobně žil Jetro
- patrné vytyčené hranice kolem hory (Ex.19:12)

Lokality jsou označeny jako archeologická naleziště, oplocené a pod ochranou úřadů Saúdské Arábie. Je obtížné získat do této země vízum a ještě těžší získat povolení k dalšímu archeologickému průzkumu této oblasti.